# Philippe Haezebrouck
Philippe Haezebrouck (ur. 7 listopada 1954 roku w Reims) – francuski kierowca wyścigowy.

## Kariera
Haezebrouck rozpoczął karierę w międzynarodowych wyścigach samochodowych w 1981 roku od startów we French Touring Car Championship. Z dorobkiem 29 punktów uplasował się na dziewiętnastej pozycji w końcowej klasyfikacji kierowców. W późniejszych latach Francuz pojawiał się także w stawce World Touring Car Championship, European Touring Car Championship, Belgian Procar, FIA GT Championship, 24-godzinnego wyścigu Le Mans, Francuskiej Formuły Ford, Le Mans Endurance Series, V de V Challenge Endurance Moderne - Proto, V de V Endurance VHC, 24h Nürburgring, Formuły Le Mans, Single-seater V de V Challenge, Blancpain Endurance Series, Speed EuroSeries, FIA World Endurance Championship oraz BOSS GP.